# 戈爾達赫河 (伊森河支流)
48°16′58.87″N 12°16′1.74″E / 48.2830194°N 12.2671500°E
戈爾達赫河（德語：Goldach）是德國巴伐利亞州的河流，位於該國東南部，屬於伊森河的右支流，河道全長23.1公里，流域面積97.1平方公里。